# 취리히호 해운
취리히호 해운(Zürichsee-Schifffahrtsgesellschaft, 약칭 ZSG)은 스위스 취리히주 취리히호에서 여객선과 보트를 운영하는 스위스의 공개 회사이다.
회사는 취리히와 라퍼스빌 사이의 호숫가 마을을 연결하는 서비스와 취리히 시내 중심을 통과하는 리마트강에서 보다 많은 관광객 중심의 크루즈 및 보트 서비스를 운영한다. 취리히 교통망(ZVV)의 회원이며, 매년 150만 명이 넘는 승객을 수송한다.
ZSG는 자본금이 1,100만 스위스 프랑 (CHF)인 주식회사이다. 자본금(1/3이 개인 소유)은 110,000 무기명주로 나뉘며, 각각의 명목 가치는 CHF 100이다.

## 역사
증기선 해운은 1834년 프란츠 카를 카스파르와 요한 야콥 렘린이 새로운 회사를 설립하고, 영국 맨체스터의 윌리엄 페어바이린에서 첫 배를 주문하면서 취리히 호수에서 시작되었다. 미네르바는 다음 해에 서비스를 시작했다. 멋진 요새가 폐지되었을 때 당시 바우센츨리 요새라고 불렸던 것은 그대로 남아 있었고, 1835년부터 1883년까지 취리히제 해운에서 제공한 최초의 증기선이 호수에 상륙하는 장소로 사용되었다.
수년에 걸쳐 다양한 다른 회사들이 호수에서 증기선을 운영하기 시작했으며, 1874년 전체 함대가 스위스 북동부 철도 (NOB)에 인수될 때까지 다양한 합병이 이루어졌다. NOB는 또한 호수 주변의 대부분의 철도 네트워크를 소유했다. 이 독점은 소비자 저항으로 이어졌고 1890/91년 취리히 증기선 회사(Zürcher Dampfbootgesellschaft)의 설립으로 이어졌다. 트램과 같은 교외 교통을 운영하기 위해 일련의 9개의 나사 증기선이 주문되었다.
1903년 NOB가 스위스 연방 철도의 일부가 되었을 때 취리히 증기선 회사는 취리히 호수의 보유 선박을 인수했다. 여기에는 대형 외륜선 헬베티아(Helvetia)가 포함된다. 1909년과 1914년에는 각각 오늘날의 슈타트 취리히(Stadt Zürich)와 슈타트 라퍼스빌(Stadt Rapperswil)이 된 대형 외륜선 2척을 추가로 주문했다. 1934년 취리히 증기선 회사는 최초의 성공적인 모터 선박인 에첼(Etzel)을 도입했으며, 그 이후로 보유선박은 점점 더 자동화되었다.
1939년 스위스 전국 박람회를 위해 4척의 자매 모터 선박인 타우헤를리(Taucherli), 슈반(Schwan), 뫼베(Möve) 및 엔테(Ente)가 사용되었다. 이 선박은 볼리스호펜과 취리히호른의 두 전시장 사이를 연결하는 서비스를 제공했다. 제2차 세계 대전은 경제적 어려움을 가져왔지만, 호수 횡단 서비스는 유지되었다. 증기 동력에서 모터 선박으로의 전환의 결과로 회사는 1957년 취리히호 해운(Zürichsee Schifffahrtgesellschaft, ZSG)으로 이름을 변경했다.
1990년에 ZSG는 같은 해에 설립된 대중교통 네트워크인 ZVV(취리히 교통망)의 일부가 되어 ZVV의 일반 티켓과 관세를 수락했다.
2009년에는 취리히-뷔르클리 광장의 슈타트 취리히 선상에서 100주년 기념 전시회가 열렸다. 2009년 6월 12일, 증기선 슈타트 취리히의 처녀 항해로부터 정확히 100년 후, 초대 손님과 자매선 슈타트 라퍼스빌과의 기념일 여행이 기념되었다. 그리고 2014년에는 당시 100년된 자매 관계를 기념했다.

## 보유선박
취리히호 해운은 2척의 역사적인 외륜선 기선인 슈타트 취리히(Stadt Zürich, 1909년 건조)와 슈타트 라퍼스빌(Stadt Rapperwil, 1914년)을 포함한 17척의 여객선과 다양한 크기의 15척의 모터 선박을 운영하고 있다. ZSG의 주력 MS 헬베티아(Helvetia)는 1200명의 승객을 수용할 수 있다. 선박은 리마트강과 취리히의 낮은 호수 취리히에서 왕복 여행을 위한 3대의 소형 리마트 보트를 포함한다.
| 이름             | 유형        | 제작 | 승객수 | 제조사                 | 엔진                 | 이름유래                                  | 사진 |
| ---------------- | ----------- | ---- | ------ | ---------------------- | -------------------- | ----------------------------------------- | ---- |
| Stadt Zürich     | 외륜선      | 1909 | 750    | Escher Wyss & Cie.     | 368 kW (Escher Wyss) | 취리히 시                                 |      |
| Stadt Rapperswil | 외륜선      | 1914 | 750    | Escher Wyss & Cie.     | 368 kW (Escher Wyss) | 라퍼스빌 시                               |      |
| Helvetia         | 내연기관    | 1964 | 1200   | Bodan-Werft GmbH       | 635 kW (MAN)         | 헬베티아, 스위스의 의인화                 |      |
| Linth            | 내연기관    | 1952 | 1000   | Bodan-Werft GmbH       | 730 kW (2×365, MAN   | 린트강, 취리히호로 유입되는 강            |      |
| Limmat           | 내연기관    | 1958 | 850    | Bodan-Werft GmbH       | 485 kW (MAN)         | 리마트강, 취리히호에서 빠져나가는 강      |      |
| Wädenswil        | 내연기관    | 1968 | 700    | Bodan-Werft GmbH       | 442 kW (MAN)         | 베덴스빌, 취리히호 주변의 도시            |      |
| Panta Rhei       | 내연기관    | 2007 | 700    | ÖSWAG                  | 884 kW (2×442, MAN)  | 고대 그리스어로 모든 것은 흘러간다        |      |
| Säntis           | 내연기관    | 1957 | 300    | Bodan-Werft GmbH / ZSG | 440 kW (MAN)         | 젠티스, 스위스의 산                       |      |
| Albis            | 내연기관    | 1997 | 300    | Bodan-Werft GmbH       | 500 kW (2×250, MAN)  | 알비스, 취리히 근교의 언덕의 산맥         |      |
| Pfannenstiel     | 내연기관    | 1998 | 300    | Bodan-Werft GmbH       | 500 kW (2×250, MAN)  | 파넨슈틸, 취리히호를 조망할 수 있는 산    |      |
| Uetliberg        | 내연기관    | 1999 | 300    | Bodan-Werft GmbH       | 500 kW (2×250, MAN)  | 위틀리베르크, 취리히를 조망할 수 있는 산  |      |
| Bachtel          | 내연기관    | 1962 | 250    | Bodan-Werft GmbH       | 250 kW (MAN)         | 바흐텔 타워, 취리히호를 조망할 수 있는 탑 |      |
| Zimmerberg       | 내연기관    | 2001 | 150    | Bodan-Werft GmbH       | 294 kW (2×147, MAN)  | 치머베르크, 취리히호를 전망할 수 있는 산  |      |
| Forch            | 내연기관    | 2001 | 150    | Bodan-Werft GmbH       | 294 kW (2×147, MAN)  | 포어히, 취리히 근교의 마을                |      |
| Turicum          | 리마트 보트 | 1992 | 51     | Bodan-Werft GmbH       | 116 kW (2×58, MWM)   | 취리히의 초기 이름                        |      |
| Felix            | 리마트 보트 | 1993 | 51     | Bodan-Werft GmbH       | 116 kW (2×58, MWM)   | 펠릭스, 취리히의 수호 성인 중 한명        |      |
| Regula           | 리마트 보트 | 1993 | 51     | Bodan-Werft GmbH       | 116 kW (2×58, MWM)   | 레굴라, 취리히의 수호 성인 중 한명        |      |

## 운행

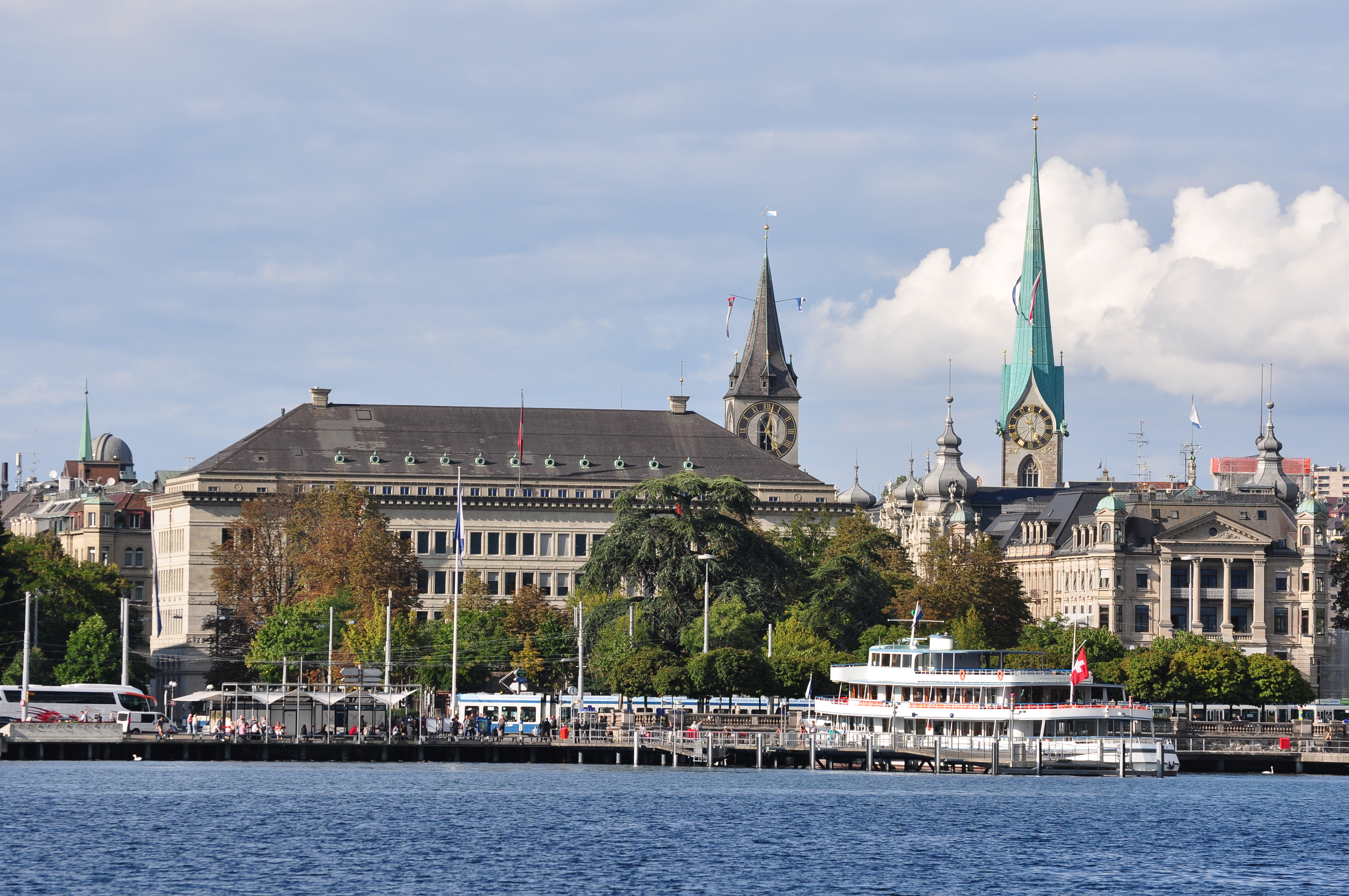
뷔르클리 광장 선착장

ZSG는 뷔르클리 광장에 있는 취리히 주요 착륙 지점에서 정기적으로 왕복 운행한다. 여름에는 취리히호른, 볼리스호펜, 킬히베르크-벤디콘, 퀴스나흐트-헤슬리바흐, 퀴스나흐트, 촐리콘, 마일렌, 헤를리베르크, 뤼슐리콘, 탈빌, 에를렌바흐, 오버리든, 호르겐, 아우 반도, 베덴스빌, 리히터스빌, 슈테파, 메네도르프, 우페나우섬과 라퍼스빌의 낮은 호수 양쪽 기슭에서 4시간이 소요되는 여행이 매시간 운행한다.
후르덴 선박 운하를 통해 알텐도르프, 라헨 및 시메리콘을 들르는 오버제까지 몇 번의 여행이 계속되며, 7시간이 걸린다. 또한 취리히-뷔르클리플라츠에서 더 짧은 왕복 여행이 있으며, 리히터스빌 또는 슈테파까지는 2시간 30분, 에를렌바흐와 탈빌까지는 1시간 30분이 소요된다.
이 회사는 또한 취리히 중심부를 통해 리마트강에서 서비스를 운영하고 있다. 이 서비스는 스위스 국립박물관에서 상류로 리마트콰이 및 슈토어헨을 거쳐 취리히 호수까지 운행되며, 뷔르클리플라츠, 엥게 및 취리히호른에서 정차한 후 하류에서 스위스 국립박물관으로 돌아간다. 취리히 중심부의 리마트를 가로지르는 낮은 다리 때문에 이 서비스는 로우 프로파일 모터보트를 사용한다.
ZSG는 약 80명의 정규 직원을 고용하고 있으며, 주요 여름 시즌(4월–12월)에는 5명의 항해 계절 근로자와 취리히 뷔르클리플라츠의 매표소 직원 7명을 추가로 고용한다. 취리히-볼리스호펜의 자체 조선소에서 자격을 갖춘 목수, 화가, 기계공, 전기공, 배관공과 자물쇠 제조공이 일했다.